# Lee Bowyer
Lee David Bowyer (Canning Town, London, 1977. január 3. –) angol labdarúgó, aki jelenleg a West Ham Unitedben játszik. Egyszeres angol válogatott.

## Pályafutása

### Charlton Athletic
Bowyer 1993 áprilisában csatlakozott a Charlton Athletichez. 1994-ben hívta fel magára először a figyelmet, amikor róla és egyik csapattársáról kiderült, hogy füves cigarettát szívtak, ezért mindketten hosszú távú eltiltást kaptak. A problémás kezdés ellenére Bowyer később alapemberré vált a Charltonnál és minden sorozatot egybevéve 58 mérkőzésen lépett pályára és 14 gólt szerzett.

### Leeds United
1996-ban Bowyert leigazolta a Leeds United, 2,8 millió fontot fizettek érte, ami akkor rekordnak számított egy tinédzserért. Nem sokkal később ismét bajba keveredett, ezúttal egy londoni McDonald's-ban történt rasszista támadás kapcsán merült fel a neve. Eleinte alig tudott csapatba kerülni Alf Inge Haaland és David Hopkin mellett, de az 1998/99-es szezonban sikerült kiszorítania Hopkint a kezdőből, utána pedig kulcsfontosságú tagja lett a Leeds középpályájának. David O'Leary irányítása alatt Bowyer az 1999/00-es idényben elődöntőt játszhatott az UEFA-kupában egy évvel később pedig a Bajnokok Ligájában a Uniteddel. A szurkolók 1998/99-ben és 2000/01-ben is őt választották a szezon legjobbjának.
2000-ben, Leeds városában megtámadtak egy ázsiai tanulót, aki komoly sérüléseket szenvedett. Az ügy két gyanúsítottja Bowyer és csapattársa, Jonathan Woodgate volt. Bowyert ártatlannak találták, Woodgate-et azonban közmunkára ítélték. A Leeds az ügyet követően büntetésből négy hétig nem adott fizetést Bowyernek. Hiába ez volt karrierjének talán legjobb időszaka, csapata átadólistára helyezte, mivel nekik is büntetést kellett fizetnie utána, de később minden rendeződött, így a középpályás maradhatott. 2002 májusában a United felajánlott neki egy új, öt évre szóló szerződést, melyet elutasított, így ismét transzferlistára került. 2003 januárjában a West Ham Unitedhez igazolt. Bowyer összesen 257 alkalommal ölthette magára a Leeds mezét és 62 gólt szerzett.

### West Ham United
Bowyer jelképes átigazolási összegért igazolt a West Ham Unitedhez, ahol mindössze hat hónapos szerződést kapott, hogy a londoni csapatnak ne kelljen élvonalbeli fizetést adnia a játékosnak, ha a 2002/03-as szezon végén kiesik a Premier League-ből. Néhány sportlap azt állította, hogy Bowyer 1 millió fontos bónuszt kapott volna, ha a WHU bent marad, de az akkori menedzser, Glenn Roeder ezt cáfolta. Bowyer sérülései miatt mindössze 10 bajnoki meccsen léphetett pályára és nem kapott új szerződést, miután a West Ham kiesett.

### Newcastle United
A West Ham United kiesése után Bowyer ingyen igazolhatott a Newcastle Unitedhez 2003 júliusában. 2005 áprilisában ismét a címlapokra került, miután összeverekedett csapattársával, Kieron Dyerrel egy bajnoki mérkőzésen. Mindketten azonnali piros lapot és még három meccses eltiltást kaptak. Bowyertől hat heti fizetést is megvontak, mivel ő ütött először. Később az eset kezelése miatt további büntetéseket is kapott.

### West Ham United
Bowyer 2006 júniusában ismeretlen összegért visszakerült a West Ham Unitedhez, gyerekkori kedvenc csapatához. A 2006/07-es szezonban 22-szer lépett pályára. Egy Reading elleni, 6-0-ra elvesztett meccsen kiugrott a válla, de a vártnál hamarabb visszatérhetett, így csapata sok fontos mérkőzésén részt vehetett. A következő szezon elején alapemberré vált.

## Válogatott
A Leeds Unitedben töltött évei elején Bowyer állandó tagja volt az angol U21-es válogatottnak, a korosztályos csapatban 13 alkalommal léphetett pályára. A 2000/01-es szezonban többször is meghívták az angol válogatottba, de az Angol Labdarúgó-szövetség nem engedte, hogy a nemzeti csapatban szerepeljen, amíg le nem zárul az ázsiai tanuló megtámadása miatti bírósági ügye. Első és máig egyetlen válogatottságára végül 2002 szeptemberében került sor, amikor Sven-Göran Eriksson behívta őt egy Portugália elleni barátságos meccsre. Ekkor egyébként gólpasszt adott akkori csapattársának, Alan Smith-nek.

## Külső hivatkozások
- Lee Bowyer pályafutásának statisztikái a Soccerbase oldalon (angolul)